# Praomys derooi
Praomys derooi — вид гризунів родини мишевих (Muridae). Зустрічається в Беніні, Гані, Нігерії та Того. Його природне середовище існування — сухі савани та міські райони.

## Морфологічні особливості
Маленький гризун вагою до 45 грамів. Верх від світло-коричневого до темно-сірувато-коричневого забарвлення з сірою основою волосся, тоді як черевні частини сірі. Іноді на грудях з'являється білувата пляма. Хвіст довший за голову й тулуб, рівномірно темний і з довгим волоссям на середині та на кінчику.

## Поведінка
Це нічний і частково деревний вид. Будує гнізда в дуплах дерев.